# ランニングポリス

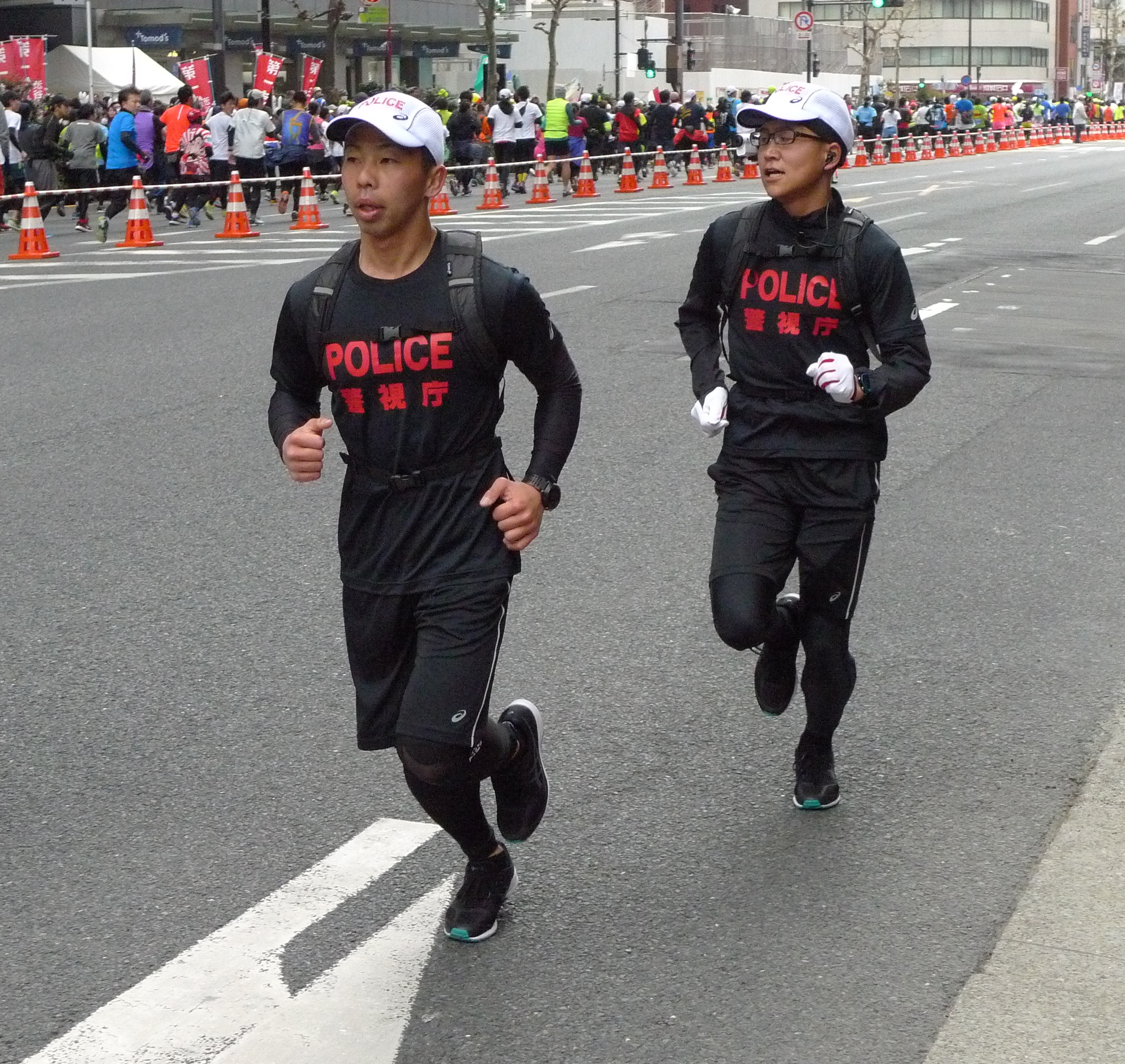
東京マラソンのランニングポリス

ランニングポリスとは、警察官が一般ランナーと一緒になって並走し、走りながら警備を行う警備形態である。
2015年1月に発生したフランスのテロ事件を受け、警視庁が東京マラソン大会実施本部である東京マラソン財団に打診し実現した。

## 概要
2015年（平成27年）2月22日に行われた東京マラソンで、世界で初めて日本の警視庁が導入した。東京マラソンに続いて2015年3月2日には神奈川県警により横浜マラソンにてサイクルポリスと同時に実施、2015年11月15日には埼玉県警によりさいたま国際マラソンでも実施されている。
2015年2月の東京マラソンでは2人1組の警官が一般ランナーと併走、10kmで次のチームで交代し総計64人の警官が参加した。続くさいたま国際マラソンでは42kmの距離を4人以上が交代で併走した。

## 選抜基準
2015年2月22日に行われた東京マラソンにおいて警視庁が定めた選抜基準は“5kmを16分台で走れる”こととしており、警視庁広報課によるコメントでは「機動隊員を含めた警備部所属の長距離走経験者からメンバーを選抜した」ことが明かされている。また、女性警官も4人含まれ、いずれも実業団マラソンでも通用するタイムの保持者であることも関係者が証言した。

## 装備と対策
走行中に着用する帽子には小型カメラを取り付け、レース中の映像と音声を警視庁に送信する、走る中継カメラマンの役割を担う。そして得られた音声と映像は警備本部にてチェックを行い、「リアルタイムでのコース状況の把握」に活かされた。また、不測の事態に備え、警備本部と繋がる無線機、警棒、手錠などを所持する。
従来の沿道警備に加え、コース内を「POLICE」と書かれた黒のビブスを着用し一般の部に参加して交代しながら4人から8人ほどの人数が併走することにより、犯罪抑止および緊急事態発生時の早急な対応に繋げる狙いがある。

## 懸念
東京マラソンは人波に揉まれながら走る前提条件と多くの観客の存在から場所によっては走るどころか歩くことも困難な実態があり、不測の事態に即応することは難しいであろう、という懸念をメキシコシティオリンピック男子マラソン日本代表の君原健二は週刊ポスト誌2015年2月27日号に向けて語っている。